# Karol Urbański
Karol Hubert Urbański herbu Nieczuja (ur. ok. 1740) –  szambelan Stanisława Augusta Poniatowskiego w 1774 roku, ziemianin z ziemi Drohickiej, generał major ziemiański. Postępowy działacz polityczny, poseł na Sejm Czteroletni z ziemi drohickiej w 1790 roku, cześnik drohicki, członek Zgromadzenia Przyjaciół Konstytucji Rządowej, członek konfederacji targowickiej.

## Życiorys
Syn Jerzego Urbańskiego h. Nieczuja i Marianny Wierzbickiej. Jego żoną była Antonina Kuszel z Hulidowa h. Ogończyk (ur. ok. 1750) – córka Michała Kuszla – starosty litewskiego i Teresy Ossolińskiej na Tęczynie.
2 maja 1791 roku podpisał asekurację, w której zobowiązał się do popierania projektu Ustawy Rządowej. Uczestnik powstania kościuszkowskiego w 1794 r. Po wybuchu powstania organizator milicji ziemi Drohickiej.
Sprawnie przeprowadzi werbunek i w krótkim czasie przeniósł do Korpusu gen. K. Sierakowskiego 300 osobowy oddział pospolitego ruszenia. Szwadron kawalerii drohickiej walczył pod Krupczycami. Został rozproszony pod Terespolem.
Zorganizował drugi oddział oraz zebrał rekrutów, których przekazał gen. Antoniemu Baranowskiemu. W drodze do Wisły oddział ten został rozbity pomiędzy Sokołowem a Węgrowem, a resztki jego i kawalerii drohiczyńskiej ofiarnie walczyły w obronie Pragi przed Aleksandrem Suworowem.
W wojsku nie służył i nie pretendował do roli dowódcy, ale jako organizator i agitator polityczny został zaliczony do najbardziej udanych generałów ziemiańskich powstania kościuszkowskiego.